# Catocala diluta
Catocala diluta là một loài bướm đêm trong họ Erebidae.